# Бабиће (Зубин Поток)
Бабиће (алб. Babiqi) је насеље у општини Зубин Поток на Косову и Метохији. Атар насеља се налази на територији катастарске општине Оклаце. Често се сматра засеоком Оклаца. Налази се скоро на самом ушћу Бабићке (Оклачке) реке у Ибар тј. у језеро Газиводе. Део насеља је поплављен изградњом хидроакумулације Газиводе.

## Демографија
Насеље има српску етничку већину.
| Година       | 1948 | 1953 | 1961 | 1971 | 1981 | 1991 | 2011 |
| ------------ | ---- | ---- | ---- | ---- | ---- | ---- | ---- |
| Становништво | 86   | 92   | 88   | 96   | 34   | 21   | 4    |

|  |